# Серафимов, Константин Борисович
Константин Борисович Серафимов (род. 19 января 1953 года) – спелеолог, один из основоположников школы техники одной верёвки (SRT) в СССР, автор и переводчик книг и статей по работе с альпинистским и спелео-снаряжением, работой с верёвкой, вопросам безопасности в экстремальных видах спорта. Спасатель международного класса, участвовавший в ликвидации последствий Спитакского землетрясения. Основатель (1978 год) и председатель (до 1999 года) Усть-Каменогорского клуба спелеологов "Сумган". Старший инструктор по спелеотуризму. Автор художественных и документальных произведений на спелеологическую, туристскую и другие темы.

## Биография
Родился в Болгарии, в городе София. Родители — потомки русских эмигрантов, в разное время и по разным причинам вынужденные покинуть историческую Родину. Прадед по отцу — инженер, строил Суэцкий канал и остался в Каире. Прародители по матери — дворяне, кадровые офицеры русской армии. В 1955 году родители решили вернуться в СССР и оказались в Восточном Казахстане.
Среднюю школу окончил в Усть-Каменогорске. С 1970 по 1977 учился в МВТУ им. Н. Э. Баумана. В спелеологию пришел в 1973 году, будучи студентом МВТУ им. Баумана. В советский период участник и руководитель более 35 спелео-экспедиций, в том числе в километровые пропасти Западного Кавказа и Средней Азии. Инструктор спелеотуризма с 1982 года, Инструктор школьного туризма с 1984 года, Старший инструктор спелеотуризма с 1985 года, судья 1 категории соревнований по туризму.
В 1977 году К. Б. Серафимов вернулся в Усть-Каменогорск. С 1979 года К. Б. Серафимов руководитель Восточно-Казахстанского клуба спелеологов Сумган г. Усть-Каменогорска. Работал в областном КСС г. Усть-Каменогорска. С 1982 года участвовал во всесоюзных мероприятиях — курсах средней и высшей инструкторской подготовки в качестве инструктора и старшего инструктора. Занимался разработкой применения в СССР техники одинарной веревки. Руководитель технических первопрохождений в соответствии с правилами техники SRT (одинарной верёвки) пещер Киевской (до дна, 1986 и 1987 гг) и В. С. Пантюхина (до конца вертикальной части, 1990) Участник SRT-первопрохождений пещер Снежная (до зала Победы, 1986) и В. В. Илюхина (до старого дна у первого сифона, 1988). Работал в Казахской Республиканской (Алма-Ата) и Центральной (Москва) Спелеокомиссии
В 1988 руководил отрядом спасателей работавшем в Ленинакане (во время землетрясения в Спитаке). Разработчик нормативных документов по созданию системы МЧС в СССР и Казахстане. С 1994 по 1999 Серафимов возглавлял Восточно-казахстанский оперативный спасательный отряд при Управлении Гражданской Обороны Казахстана. Изобретатель и конструктор вертикального снаряжения. Редактор интернет-издания «Альпинизм. Энциклопедический словарь» известного российского альпиниста П. П. Захарова.
С конца 1999 года К. Б. Серафимов проживает в Израиле. В настоящее время занимается исследованием одной из крупнейших пещерных систем каменной соли, которая находится в Израиле в массиве Сдом.
Женат, трое детей, внуки.

## Вклад в развитиетехники одинарной веревкив СССР

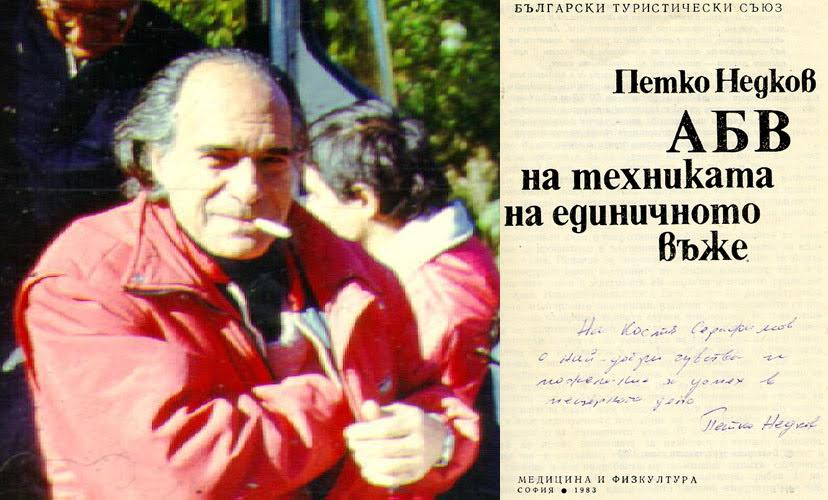
Отсканированный титульный лист книги, с которой началась популяризация техники одинарной веревки в СССР, и фото автора, Петко Недкова, сразу после подписания книги переводчику, К. Б. Серафимову, в 1988 году.

В СССР до 1985 года единственной техникой прохождения вертикальных пещер была «двух-опорная техника» (лестнично-веревочная техника, теревочно-веревочная техника и трос-веревочная техника). 6-28 октября 1985 года на Западном Кавказе, Хоста, Центральным советом по Туризму и Экскурсиям проводился Всесоюзный семинар Высшей инструкторской подготовки (ВИП-1985): начальник Резван В. Д. (Адлер), завуч Лайцонас Э.(Каунас), инструкторы: Серафимов К. Б.(Усть-Каменогорск), Павлюченко В. И. (Киев)., Козырев И. В. (Ленинград), куратор от ЦС по ТиЭ Ларченко И. П. На семинар приехали с лекцией и показом европейского снаряжения болгарские спелеологи Алексей Жалов — председатель БФПД (София) и Кирилл Иванов — председатель клуба спелеологов г. Варна. Они прочитали лекцию и подарили инструкторам ВИП книгу болгарского спелеолога Петко Симеонова Недкова «АБВ на техниката на единичното въже» издательство Медицина и Физкултура, София — 1983. Эту книгу отдали К. Б. Серафимову для перевода на русский. В январе 1986 года он перевел книгу, и на её основе клуб спелеологов «Сумган» начал переход на новую технику работы в вертикальных пещерах — технику одинарной веревки (изготовление снаряжения своими силами и тренировки)
Итогом этой подготовки стала Первая в СССР спелеоэкспедиция в километровую пещеру 5-А категории сложности Киевская, на плато Кырк-Тау под Самаркандом, Узбекистан, под руководством К. Б. Серафимова в июле 1986 года, доказавшая, что SRT можно и нужно использовать в советской вертикальной спелеологии.
- 1986—1988 гг. разработал снаряжение для адаптации Европейской школы SRT для советских условий: шлямбурный крюк «Сумган», тросовые удлинители и саму систему навешивания одинарной веревки и работы на ней с постоянной самостраховкой, получившей впоследствии название «Азиатской школы SRT».
- 1986 г. организовал и руководил первой в СССР экспедицией SRT в «километровую пещеру» — пропасть Киевская, плато Кырктау, Узбекистан.
- 1986—1987 гг. организовал и руководил первой и второй международной спелео-экспедициями в километровые пещеры Снежная, Бзыбский хребет, Зап. Кавказ (1986) и Киевская (1987). Руководил первой SRT-экспедиции на глубину 1500 м в пропасть им. В. С. Пантюхина, Бзыбский хр. Зап. Кавказ с пробивкой её под навеску без трения за одну экспедицию.
- 1987 г, Выступал с докладами на Первом Международном Симпозиуме по Карсту и Спелеологии UIS (Международный Союз Спелеологов)[7] в г. Тбилиси. Доклады изданы в сборнике материалов симпозиума: «Проблемы комплексного изучения карста горных стран», СССР, Тбилиси-Цхалтубо-Сухуми, Издательство Мецниереба, 5-12.Х.1987. (стр. 220—222) Доклад: «Результаты и перспективы применения способа SRT в советской технической спелеологии», соавтор Резван В. Д.
- 29 октября 1987 г. Выступал с докладами на V Всесоюзном карстолого-спелеологическом совещании «Проблемы изучения, экологии и охраны пещер» в Киеве. Доклады изданы в сборнике материалов: «Тезисы докладов V Всесоюзного совещания по спелеологии и карстоведению» Киев, октябрь 1987, Издательство Института геологических наук АН УССР, 1987[8]. (стр.186-188) Доклад: «Система спортивно-технического описания пещер», соавтор Резван В. Д.
- В 1987 году участвовал и руководил спасательными работами по подъему с глубины −600 м пострадавшего болгарского спелеолога из числа участников Второй международной экспедиции совместно с членами экспедиции Узбекской ССР г. Ташкент, рук. Долгий В. Ф., ставшими самыми глубинными спасательными работами высочайшей сложности того времени. В октябре 1988 года выступал с докладом «Спасательные работы в пещере Киевская, июль 1987» на «Първа Международна Школа по Безопасност и Спасяване в Пещеры и Пропасти», г. Враца, Болгария.
- В 1990 году на основе доклада в Киеве 1987 года «ВЦСПС Центральный Совет по Туризму и Экскурсиям» выпустил книгу «Проведение учебных занятий по тактико-техническому описанию спелеотуристских марштуров», Издательство Центральный Совет по туризму и Экскурсиям, Центральное Рекламно-информационное бюро «Турист», Москва 1990[9].

## Вклад вSRTпосле 1999 года
После переезда в Израиль, К. Б. Серафимов занялся изучением истории мировой спелеологии, исследованием международных техник и анализом причин аварий при использовании SRT. Он изобрел и протестировал модификации снаряжения для SRT, некоторые из них поступили в массовое производство и продажу. Многие работы Константина Борисовича Серафимова доступны в интернете. Наиболее значимые приведены ниже.

### Изобретения
- «Новые концептуальные подходы к обеспечению безопасности в практической вертикальной спелеологии», 22 декабря 2014 года (44 страницы и 38 цветных иллюстраций[12]) Опубликовано:
  - «Карст и пещеры Кавказа: Результаты, проблемы и перспективы исследований», Сочинское отделение Русского Географического общества, 2015 год. (стр.316-352) Материалы научно-практической конференции: «V Региональная научно-практическая конференция», Сочи, 1-4 ноября 2014 года[13]
  - Ассоциация Спелеологов Урала(Евдокимов) в Журналах АСУ № 23 стр.36-52 и № 25 стр.24-37[14]
- «Гвоздь на конце веревки — Проблема узла на конце веревки и её решение», 2009 год. (74 страницы и 32 цветные иллюстрации[15]) Опубликовано:
  - Группа производственных предприятий КРОК, Украина[16]

### Переводы
- «Из глубин: история „Петцль“», 2014[17]
- «Вертикаль» Alan Warild, 2007[18]

### Безопасность в экстремальных видах спорта, работа со снаряжением[19]
- Верёвка - как она есть. Усть-Каменогорск, 59 c., 1996
- Автоматическая страховка в горах и пещерах. 106 с., 1985-2006
- Современное состояние SRT. Пермь 103 с., 95 рис. 2006
- Техника подземных восхождений. 109 с, 1988-2007
- Авария в Нахаль Драгот, Израиль (Статья, анализ причин несчастно случая), 2006
- Страшная верёвка из нахаль Хевер, 2006
- Анализ системы безопасности при спуске по верёвке по технике SRT (Первая книга), 2007
- Самостраховка при спуске по верёвке: «Идеальная формула-1». Мировая история (Вторая книга), 2007
- Самостраховка при спуске по веревке: «Формула — Рефлекс». Мировая история. (Третья книга), 2007
- Fall Factor in the Single Rope Techniques. Самостраховка при спуске по веревке: Фактор падения в технике SRT. (Четвёртая книга), 2007
- Авария при восхождении в пещере O-9-Well, Техас, 2008

### Публикации в Журнале Ассоциации Спелеологов Урала[14]
1. Схватывающий под ФСУ (Friction Hitch Below), 2006 —  № 1  в рубрике «Безопасность», с. 28-34:
2. Литература и методика обучения СРТ (обзор), 2006 —  № 1  в рубрике "Методика спелео" с.44-46
3. Внимание! Недозакрытая боббина!  2006 — № 2, в рубрике «Безопасность», с. 33-42:
4. Диагноз — панический рефлекс. Лечение? в рубрике «Безопасность»:  2006 — № 3, с. 27-36; 2007 —  № 4, с. 29-32 и № 5  с. 53-56
5. Скользящие узлы страховочных усов, в рубрике «Безопасность»: 2012 — № 12   с.30-38, № 13 с.34-43 и 2013 — № 14 с. 22-31
6. Слово о Резване,  в рубрике «Свидетельство очевидцев»: 2014 — № 19  с. 37-44 и  2015 — № 20 с.43-51
7. Особенности начального этапа становления SRT в СССР, в рубрике «Свидетельство очевидцев»:   2015 — № 21 с.42-57 и № 22 с.34-45
8. Грудной зажим «Turbochest» фирмы «СAMP», в рубрике «Снаряжение»: 2015 — № 23   с. 33-35
9. Новые концептуальные подходы к обеспечению безопасности в практической вертикальной спелеологии в рубрике «Безопасность»:  2015  — № 23 с.36-52 и № 25 с. 24-37

## Творчество
Дневниковые записи Константин Серафимов ведёт с детства. Сборник «Голубой сталагмит» (1978—1987) — это самая ранняя проза автора, написанная в период работы в геологии, а потом во время ночных смен мастером на титано-магниевом комбинате. В основном все произведения Константина Борисовича основываются на реальных пережитых событиях.

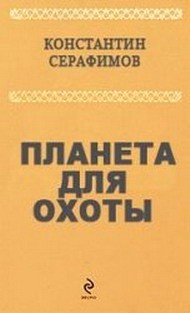
«Планета для охоты», издательство Эксмо, 2003 год.

### Проза[20]
- Голубой сталагмит. (Сборник рассказов о спелеологии)[21]
- Экспедиция во Мрак. (Повесть о спелеологии и спелеологах)[22]
- Планета для охоты. (Фантастическая повесть)
- Записки спасателей. (Хроника работ в Ленинакане после землетрясения в Армении 1988г)
- Сборник о спелеологии (Сборник рассказов и повестей о спелеологах)
- Мэрфология в спасательных работах (Рассказ)
- Погружение в бездну или Диссоциативный наркоз

### Поэзия[23]
- Цикл стихов «Баллады Эльфоры»
- Цикл стихов «Ленинакан. Черный декабрь — 1988»
- Цикл стихов «Лесной пожар. Спасатели — 1997»